# クリストファー・モンロー
クリストファー・ロイ・モンロー (Christopher Roy Monroe、1965年10月19日 - ) はアメリカの物理学者で原子・分子・光物理学及び量子情報科学の分野の実験物理学者。イオントラップと量子光学の主要な研究努力の1つを指揮している。バイス・ゾーン教授とメリーランド大学の物理学ディスティングイッシュトプロフェッサーであり、ジョイント・クアンタム・インスティテュートのフェローである。

## 経歴
1987年にMITで学士号を取得した後、レーザ冷却と原子トラップの黎明期にコロラド大学のカール・ワイマンの研究グループに参加した。ワイマンとポスドク研究者のエリック・コーネルとともにボース＝アインシュタイン凝縮相転移への原子気体の冷却経路へ貢献した。 1992年にワイマンの下でPhDを取得した。(ワイマンとコーネルは1995年に実験に成功し、その業績で2001年にノーベル賞を受賞した)
1992年から2000年まで、モンローはコロラド州ボルダーのアメリカ国立標準技術研究所にあるデービッド・ワインランドのイオンストレージグループに勤務した。1992年から1994年まで国立研究評議会博士研究員奨学金を授与され、1994年から2000年に同グループに職員として雇われた。 ワインランドとともに、1995年に最初の量子論理ゲートを実証し、初めて複数量子ビットをもつれさせた。トラップ原子イオンを量子制御及び量子情報科学の新たな分野への応用への使用を開発した(ワインランドはこの業績により2012年にノーベル賞を受賞した)。
2000年にミシガン大学で研究グループを発足させ、量子ビットメモリが量子ネットワークの単一光子とどのように関連付けられるかを示した。 半導体チップに集積された最初のイオントラップも実証した。 ワインランドとともに、複雑なイオントラップチップを介して原子イオンを往復させることに基づく拡張可能な量子コンピュータアーキテクチャを提案した。 2006年には、ミシガン大学の超高速光学科学分野のNSF物理フロンティアセンターであるFOCUSセンターの所長に就任した。
2007年にメリーランド大学のバイスゾーン物理学教授とメリーランド大学とNISTの間のジョイント・クオンタム・インスティテュートのフェローになった。そこで、モンローのグループは広く離された2つの原子の間の量子もつれを作り出した。これらは距離を隔てられた物質の間で量子情報を移動させる最初のものだった。 彼らは数多くの量子通信プロトコルと新しいハイブリッドメモリ/光子量子コンピュータアーキテクチャのためにこのリソースを開発した。近年は、量子シミュレータとしての個々の原子を利用やフラストレーションや磁気秩序などの複雑な多体量子現象を解くことができる特別な目的の量子コンピュータを開拓している。彼の研究室は個々に相互作用する量子ビットの最大コレクションを制御し操作している。
2016年には米国科学アカデミーの会員に選出された。

## 主な受賞歴
- 2001年 Ｉ・I・ラービ賞
- 2015年 アーサー・L・ショーロー賞
- 2020年 ウィリス・ラム賞